# Jakow Iwanowitsch Alksnis

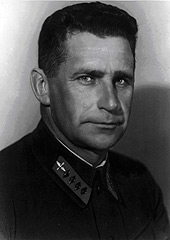
Jakow Alksnis

Jakow Iwanowitsch Alksnis (lettisch Jēkabs Alksnis, russisch Яков Иванович Алкснис; * 14. Januarjul. / 26. Januar 1897greg. bei Naukšēni, Gouvernement Livland; † 28. Juli 1938 in Moskau) war gebürtiger Lette und ein sowjetischer Offizier, zuletzt Oberbefehlshaber der Luftstreitkräfte der Sowjetunion (1931–1937).

## Leben
Alksnis diente im Ersten Weltkrieg und kämpfte später auch im Russischen Bürgerkrieg. Nach seiner Ausbildung in der sowjetischen Militärakademie „M. W. Frunse“ stieg er in den Luftstreitkräften der Roten Armee bis zu deren Oberbefehlshaber auf. Während seiner Amtszeit als Stellvertretender Oberbefehlshaber (1926–1931) wurde die unter Pjotr Baranow, seinem Vorgänger als Oberbefehlshaber, begonnene Zusammenarbeit mit der deutschen Reichswehr, insbesondere der Betrieb der Lipezker Fliegerschule, fortgesetzt.
Alksnis nahm im Juni 1937 als Militärrichter am Moskauer Militärprozess gegen Marschall Tuchatschewski und andere hohe Generale teil, bei dem alle Angeklagten zum Tode verurteilt wurden. Er selbst wurde am 23. November 1937 im Zuge des Großen Terrors verhaftet, der Gründung einer faschistischen lettischen Organisation beschuldigt und am 28. Juli 1938 erschossen. Nach dem Ende der Stalin-Ära wurde er rehabilitiert.

## Auszeichnungen
Alksnis war Träger des Leninordens, zweifacher Träger des Rotbannerordens und Träger des Ordens Roter Stern.